# Honos alit artes
La locuzione latina Honos alit artes, tradotta letteralmente, significa l'onore dà vita alle arti. (Cicerone, Tusculanae disputationes, I, 2, 4)
Cicerone con questa massima sostiene che non c'è peggior nemico degli artisti che l'indifferenza e la non riconoscenza dei loro meriti; la stima meritata e la considerazione altrui, invece, mettono loro le ali ai piedi.
Letteralmente la locuzione significa "L'onore alimenta/accresce le arti", dunque più precisamente il rispetto conferito ad una determinata disciplina (nella fattispecie Cicerone parlava della retorica) ne fomenta la crescita, il progresso. 